# Mario Bauzá
Prudencio Mario Bauzá Cárdenas (La Habana, 28 de abril de 1911-Manhattan, 25 de junio de 1993) fue un saxofonista, clarinetista, trompetista, arreglista y compositor cubano-estadounidense. Conocido sobre todo por haber sido el director musical de la orquesta de Machito —de quien era además cuñado—, fue pionero de lo que hoy se conoce como jazz afrocubano.

## Biografía
Bauzá tocaba el clarinete en la Orquesta Filarmónica de La Habana. Sin embargo, tras viajar en 1927 a Nueva York con la orquesta de Antonio María Romeu, quedó tan impresionado por las big bands de Paul Whiteman, Fletcher Henderson y Tommy Dorsey, y por las revistas musicales de Harlem, que en 1930 decidió emigrar definitivamente a Estados Unidos. Durante el viaje, se hizo amigo de Antonio Machín. Mario Bauzá regresaría en el mismo barco en el que viajaba la orquesta de Don Azpiazu, quien comenzó inmediatamente los arreglos para grabar «El manisero». 
Al llegar a Nueva York, Bauzá fue a vivir a Harlem con su primo, el trompetista René Endreira. Bauzá comenzó a tocar el saxofón en fiestas de casas con el pianista Luckey Roberts y comenzó a absorber la cultura afroestadounidense. Entre 1930 y 1931, fue trompetista del cuarteto de Antonio Machín y realizó con este grupo importantes grabaciones en la ciudad de Nueva York. Como anécdota se cuenta que había aprendido a tocar la trompeta en solo dos semanas.
Sus primeros trabajos fueron con las orquestas de Cass Carr, Noble Sissle y Sam Wooding. En 1933 entró como primer trompeta en la orquesta de Chick Webb, en la que terminó como director musical. A continuación, trabajó con Don Redman y Fletcher Henderson, para finalmente quedarse con Cab Calloway. Estando en esa banda, Mario trajo a la orquesta al joven trompetista Dizzy Gillespie.
Bauzá se casó con Estela Gutiérrez, hermana de Francisco Raúl Gutiérrez Grillo, conocido como Machito.
El 3 de diciembre de 1940, debutó con Machito en el Park Plaza —una sala de baile— con los Afro-Cubans, para trabajar después durante casi cuatro años en el club La Conga. Bauzá trabaja para Machito como director artístico, encargándose de los arreglos y de la contratación de los músicos.

## Estilo
El estilo de los Afro-Cubans mezcla el son montuno de Cuba con rasgos de las bandas de swing. Gracias a ello, músicos como Dizzy Gillespie o James Moody introducen los ritmos afrocubanos en el jazz, a partir de 1947.
Se interesó por el jazz al escuchar a Frankie Trumbauer tocar el saxofón interpretando Rhapsody in blue con la orquesta de Paul Whiteman. En los años cuarenta, Mario desarrollará el sonido del jazz afrocubano. Su labor como clarinetista, trompetista, saxofonista y arreglista en la orquesta de Machito constituye uno de los principales pilares en el surgimiento y desarrollo de ese género cubano.